# KV-3
De KV-3 was een zware tank ontwikkeld door de Sovjet-Unie in 1940. Het moest de vervanger van de KV-1 worden.
De ontwikkeling van de KV-3 begon eind 1940 op het chassis van een KV-1. Er moest een 700 pk motor komen omdat de KV-1 (met een 600 pk motor) erom bekend stond heel erg langzaam te zijn. Het chassis werd later verlengd en zwaarder bepantserd. Hierdoor ging de KV-3 alsnog trager dan de KV-1. Er werd een nieuwe koepel ontworpen die ronder en beter bepantserd was. Hiervan werd één prototype gebouwd.
Later dat jaar stelde het leger nieuwe eisen: het pantser aan de voorkant van de tank moest dikker worden, en er moest een beter kanon op gezet worden, een 107 mm ZIS-6 kanon. Deze tank werd dus nog zwaarder, ruim 62 ton. Er werd daarvoor een nieuwe motor in de tank gezet, een 850 pk V2-SN dieselmotor. Er werd hiervan één prototype gebouwd. Dit prototype werd gebouwd met KV-1 koepel, en vervolgens meteen naar het front gestuurd omdat er dringend versterking nodig was. Deze tank werd de KV-220-2 genoemd.